# Heerkens Schaepman & Co
Heerkens Schaepman en Co was een azijnfabriek die gevestigd was in Assendorp, een wijk van Zwolle. Naast azijn werden er ook kaarsen gefabriceerd voor de katholieke kerken. 

## Geschiedenis
De fabriek werd op 7 juni 1805 opgericht door 5 vennoten. Dit waren Theodorus Everhardus Franciscus Heerkens, Franciscus Philippus Antonius Heerkens, Johannes Everhardus Schaepman en Antonius Petrus Schaepman. De fabriek verhuisde in 1955 van Assendorp naar de Borneostraat. Op deze plek in Assendorp is het ziekenhuis de Wezenlanden verder uitgebreid. Na meer dan 150 jaar te hebben bestaan is de fabriek na diverse fusies opgeheven in 1978 en is het gebouw afgebroken. Op de plek in de Borneostraat is een flatgebouw verrezen.